# Angiome splénique à cellules littorales
 Mise en garde médicale
Un angiome splénique à cellules littorales est une lésion vasculaire rare et généralement bénigne qui se développe exclusivement à partir des cellules littorales des sinus de la pulpe rouge de la rate. Décrit pour la première fois en 1991 par Falk et al.,, il survient indépendamment de l'âge ou du sexe du patient. 
De diagnostic anatomopathologique, il se manifeste généralement par une splénomégalie isolée et d’étiologie inconnue. Bien qu'en général asymptomatique, des manifestations d’hypersplénisme sont rapportées,.
Les lésions vasculaires, réalisent des lacunes caverneuses anastomotiques au sein de la pulpe rouge. Ces lacunes sont bordées par des cellules endothéliformes ou des cellules plus volumineuses. Les cellules néoplasiques expriment à la fois les propriétés épithéliales et histiocytaires basées sue celles de leur cellule d'origine, les cellules du littoral splénique.
À l’immunohistochimie, ces cellules sont positives aux marqueurs vasculaires et macrophagiques. Ces cellules sont reconnues par l’anticorps anti-CD31 et par l’anticorps anti-CD68.

## Diagnostic
L'image tomodensitométrique présente souvent de multiples nodules de taille variable, « hypodenses spontanément et au temps portal avec homogénéisation à la phase tardive » ou, plus rarement, une lésion unique. À l'IRM, les nodules sont atténués en pondérations T1 et T2, signe de la présence d’hémosidérine.
On peur prélever un échantillon de la tumeur via une aspiration à l'aiguille fine. Histologiquement, on observe de petits canaux vasculaires produisant des anastomoses et des espaces kystiques avec des projections papillaires.

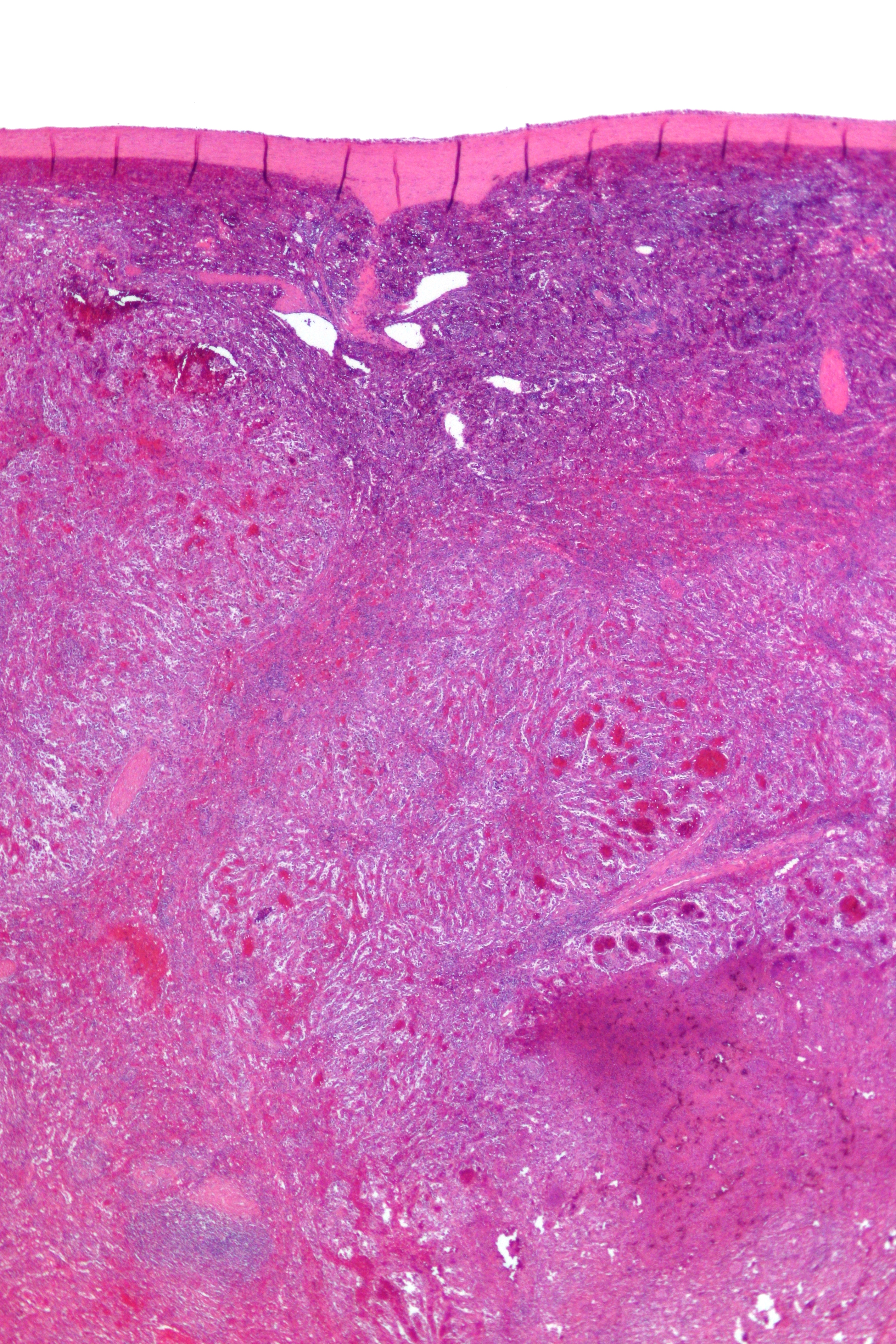
très faible grossissement
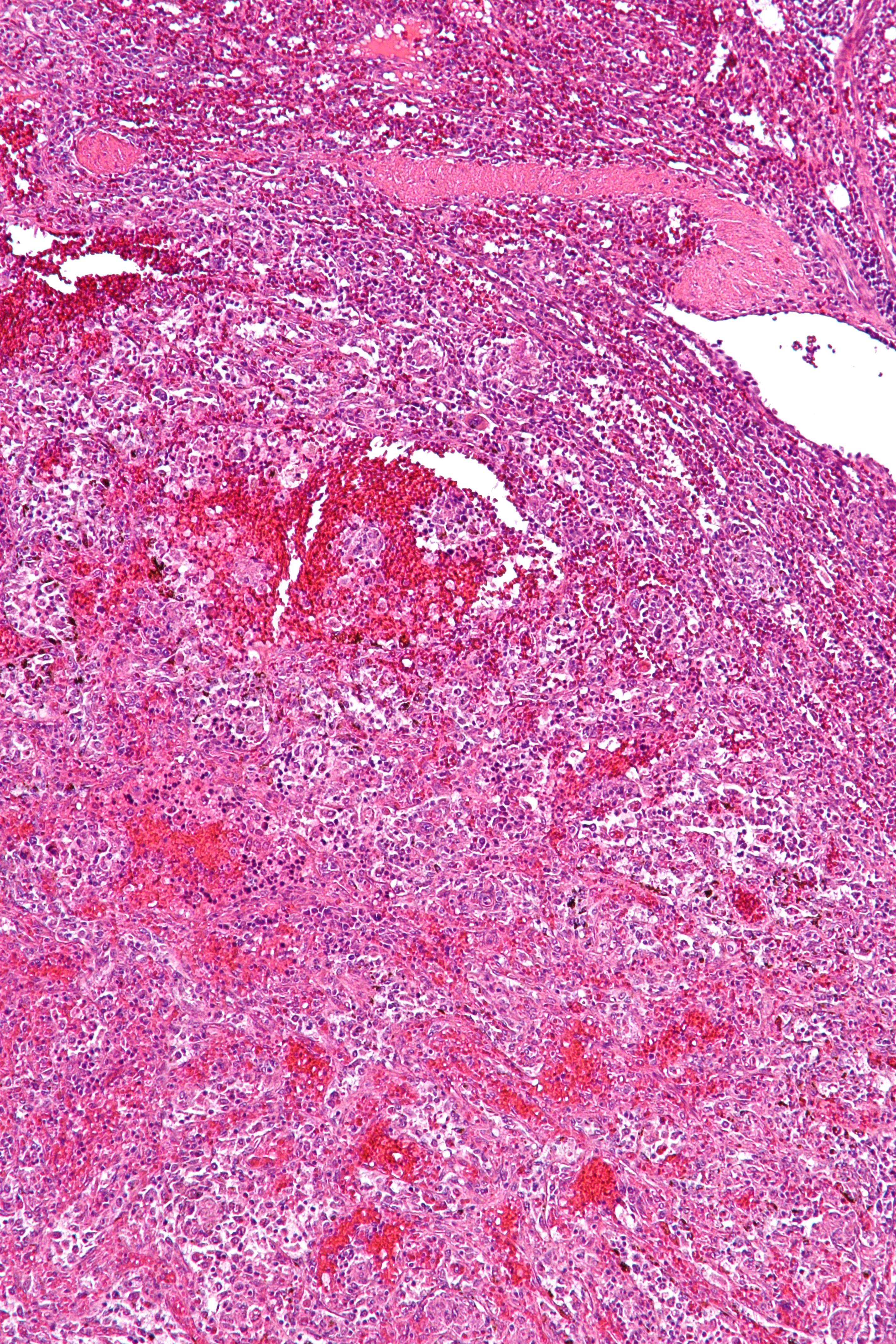
grossissement intermédiaire
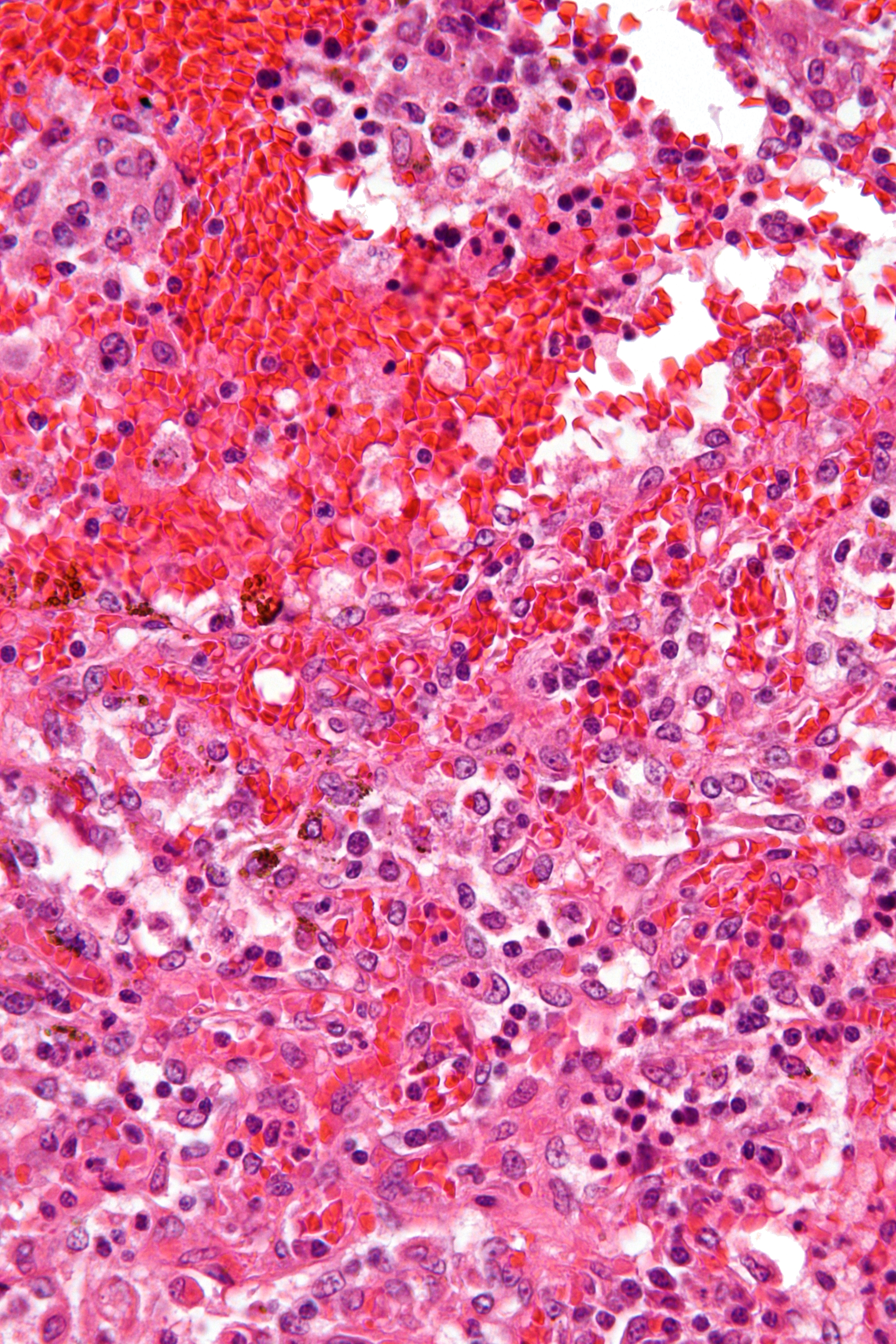
grossissement important.